# Hellmuth Becker (Politiker)

Hellmuth Becker

Hellmuth Becker (* 9. Februar 1902 in Kleve; † 12. Juni 1962 in Hamburg; auch Hellmut oder Helmut) war ein deutscher Politiker (NSDAP). Er war von 1932 bis 1933 Abgeordneter der Hamburgischen Bürgerschaft und von 1933 bis 1945 im nationalsozialistischen Deutschen Reichstag sowie in der Hamburger NS-Kulturpolitik aktiv.

## Leben
Becker absolvierte das Abitur an der Oberrealschule in Eppendorf bei Hamburg. Anschließend war er ein Jahr lang bei der Reichswehr und arbeitete danach drei Jahre als kaufmännischer Angestellter. Er studierte Staatswissenschaft an der Universität Hamburg und schloss 1929 mit der Promotion. Anschließend leitete er bis 1932 eine Abteilung einer Hamburger Bausparkasse und trat zum 1. Januar 1931 der NSDAP bei (Mitgliedsnummer 456.105). Er war verheiratet und hatte 2 Kinder.

## Politik
Becker war von 1932 bis 25. März 1933 Mitglied der Hamburger Bürgerschaft und im März 1933 Geschäftsführer der dortigen NSDAP-Fraktion. Er vertrat im Anschluss den Wahlkreis 34 im Deutschen Reichstag. Während der Zeit des Nationalsozialismus war er Gauamtsleiter des Gaus Hamburg. Im August 1933 wurde Becker Mitglied des Hamburger Staatsrats, eines neu geschaffenen Gremiums, das zum 1. April 1938 zur Ratsherrenversammlung umbenannt wurde. Von 1940 bis Mai 1945 war er Leiter der Verwaltung für Kunst- und Kulturangelegenheiten der Hamburger Gemeindeverwaltung und durfte zudem den Titel Senator führen, auch wenn zu der Zeit kein Senat existierte. Nach dem Krieg blieb er in Hamburg und starb dort 1962.

## Veröffentlichung
- Wirtschaftliche Probleme des deutschen Luftverkehrs. Dissertation, Universität Hamburg 1930.